# Oleksandr Malossilow
Oleksandr Malossilow (ukrainisch Олександр Малосілов; * 6. Juni 1997) ist ein ukrainischer Leichtathlet, der sich auf den Dreisprung spezialisiert hat.

## Sportliche Laufbahn
Erste internationale Erfahrungen sammelte Oleksandr Malossilow im Jahr 2013, als er bei den Jugendweltmeisterschaften in Donezk mit einer Weite von 15,95 m den vierten Platz belegte. Im Jahr darauf nahm an den Olympischen Jugendspielen in Nanjing teil und erreichte dort mit 15,41 m ebenfalls Rang vier. 2016 schied er dann bei den U20-Weltmeisterschaften in Bydgoszcz mit 15,78 m in der Qualifikation aus und im Jahr darauf klassierte er sich bei den U23-Europameisterschaften ebendort mit einem Sprung auf 15,99 m auf dem sechsten Platz. 2019 schied er dann bei den U23-Europameisterschaften in Gävle mit 15,88 m in der Vorrunde aus und erreichte bei den Balkan-Meisterschaften in Prawez mit 14,85 m Rang zehn.
In den Jahren von 2017 bis 2019 wurde Malossilow ukrainischer Meister im Dreisprung im Freien sowie 2017 und 2018 sowie 2020 und 2021 auch in der Halle.

## Persönliche Bestleistungen
- Dreisprung: 16,43 m (+0,5 m/s), 5. Juni 2019 in Lahti
  - Dreisprung (Halle): 16,32 m, 19. Februar 2017 in Sumy